# Zahradní dům v Teplicích
Zahradní dům v Teplicích (německy Lusthaus) je historická budova v parku teplického zámku. Původně barokní objekt dokončený roku 1735 slouží dnes, stejně jako v dobách svého vzniku, jako kulturní dům. V prvním patře byla vybudována Galerie Zahradní dům Teplice.

## Historie

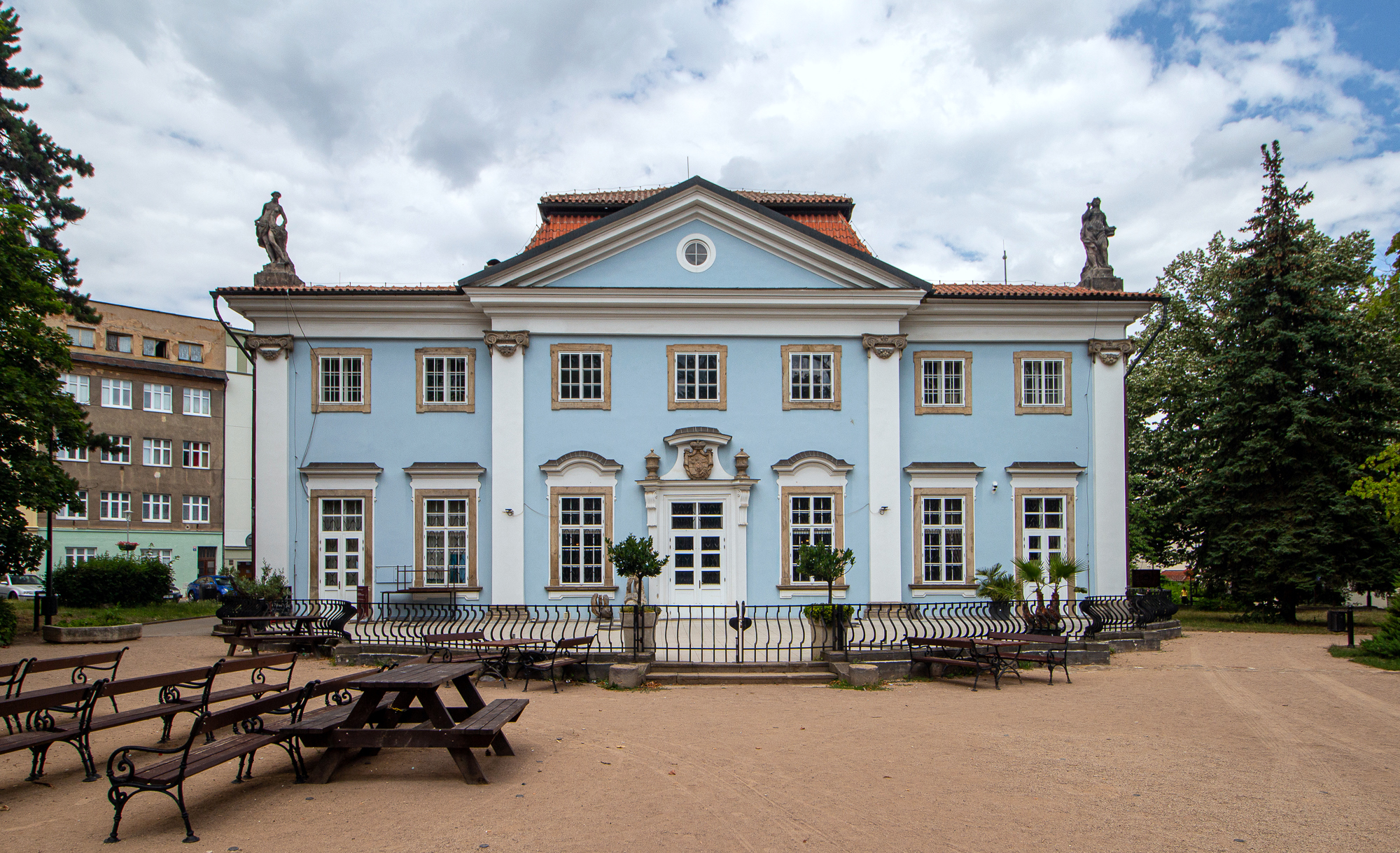
Zadní strana Zahradního domu

Autorem původního objektu, postaveného v letech 1732-1735 ve stylu francouzského baroka, byl architekt Christian Lagler. Stavba vznikla jako součást Zámecké zahrady a již od svého vzniku objekt plnil funkci prvního kulturního domu v Teplicích. Pozdější majitel teplického panství kníže Jan Nepomuk z Clary-Aldringenu nechal dům upravit v klasicistním stylu, jako součást širších stavebních úprav ve městě.
Na konci 19. století se uvažovalo o secesní přestavbě objektu podle návrhu architekt Františka Ohmanna, ten však nebyl realizován.
V prvním patře Zahradního domu byla ve spolupráci s teplickým Domem kultury (Přemysl Šoba, Vladimír Šavel) vybudována galerie.